# أمير جوتلاند
أمير جوتلاند (بالإنجليزية: Prince of Jutland)‏ هو فيلم فنتازيا تم إنتاجه في هولندا والدنمارك وصدر في سنة 1994. من إخراج غابرييل أكسل. وبطولة كريستيان بيل، وغابريل بيرن.

## طاقم التمثيل
- غابريل بيرن
- هيلين ميرين
- كريستيان بيل
- براين كوكس
- كيت بيكينسيل

## وصلات خارجية
- أمير جوتلاند على موقع IMDb (الإنجليزية)
- أمير جوتلاند على موقع روتن توميتوز (الإنجليزية)
- أمير جوتلاند على موقع نتفليكس (الإنجليزية)
- أمير جوتلاند على موقع ألو سيني (الفرنسية)
- أمير جوتلاند على موقع Turner Classic Movies (الإنجليزية)
- أمير جوتلاند على موقع أول موفي (الإنجليزية)
- أمير جوتلاند على موقع فيلمافينيتي (الإسبانية)
- أمير جوتلاند على موقع قاعدة بيانات الأفلام السويدية (السويدية)
- أمير جوتلاند على موقع قاعدة بيانات الفيلم (الإنجليزية)
- أمير جوتلاند على موقع ليتربوكسد (الإنجليزية)